# Hoplodictya australis
Hoplodictya australis är en tvåvingeart som beskrevs av Fisher och Orth 1972. Hoplodictya australis ingår i släktet Hoplodictya och familjen kärrflugor. Inga underarter finns listade i Catalogue of Life.